# Walter Simoens
Walter Henri Léonie Simoens (Sint-Andries, 8 april 1914 - Knokke-Heist, 23 juli 1978) was een Belgisch senator.

## Levensloop
Walter Simoens was leerling aan de rijksmiddelbare school (1929-1932) en aan het koninklijk atheneum (1932-1935) in Brugge. Hij verwierf allerhande diploma's: diploma van de Gewestelijke Sociale School van het ACW, diploma van gids in Brugge, diploma van bibliothecaris en getuigschrift van de avondcursus bij het Europacollege.
Hij begon als bankbediende en stapte over naar het ACW. Eerst was hij verbondsvoorzitter van KAJ Brugge. In 1937 werd hij bediende bij het ACW. In 1940-1941 nam hij deel aan de Achttiendaagse Veldtocht en werd korte tijd krijgsgevangen.
In 1945 werd hij secretaris van het ACW voor het arrondissement Brugge. Hierdoor werd hij ook bestuurslid bij heel wat instellingen die aanleunden bij de christelijke arbeidersbeweging.
In 1961 werd hij verkozen tot CVP-senator voor het arrondissement Brugge, in opvolging van Gerard Neels. Hij vervulde dit mandaat tot in 1968. Hij moest normaal opnieuw kandidaat zijn voor de wetgevende verkiezingen van 1968, maar hem werd meegedeeld dat hij zijn plaats moest afstaan aan de algemeen secretaris van het ACW, Marcel Vandewiele, voor wie een verkiesbare plaats moest gevonden worden.